# Umberto Pistoia
Umberto Pistoia (Vigevano, 9 giugno 1884 – 8 aprile 1960) è stato un politico italiano.

## Biografia
Iscritto al Partito Socialista, di professione rappresentante di commercio, il 25 giugno 1946 viene eletto come rappresentante alla Costituente.